# Wilke (Name)
Wilke ist ein deutscher Vor- und Familienname.

## Vorname
- Wotan Wilke Möhring (* 1967), deutscher Schauspieler und Musiker
- Wilke Steding (1500–1570), Söldner in Diensten des Bistums Münster sowie Drost des Bistums in Cloppenburg und Vechta
- Wilke von Kraack († 1345), Domherr und Dekan zu Lübeck und Domherr zu Schwerin
- Wilke Weermann (* 1992), deutscher Theaterregisseur und Dramaturg
- Wilke Zierden (* 1987), deutscher Künstler und Webvideoproduzent

## Familienname

### A
- Alexandra Wilke (* 1996), deutsche Basketballspielerin
- Albrecht Wilke (1843–1902), deutscher Lehrer und Schuldirektor
- Alfred Wilke (Beamter) (1869– nach 1929), preußischer Verwaltungsbeamter und Landrat
- Alfred Wilke (Optiker) (1893–1972), deutscher Optiker
- Alfred Wilke (Politiker) (1902–1993), deutscher Politiker (NSDAP)
- Alfred Wilke (Gewerkschafter) (1921–1997), deutscher Gewerkschaftsfunktionär
- Amalie Wilke (1876–1954), deutsche Malerin, Karikaturistin und Kopistin
- Andrea Wilke, deutsche Sängerin und Moderatorin
- Andreas Wilke (1562–1631), deutscher Philologe und Gymnasialrektor
- Annette Wilke (* 1953), deutsch-schweizerische Religionswissenschaftlerin und Hochschullehrerin
- Artur Wilke (1910–1989), deutscher Dorfschullehrer und NS-Kriegsverbrecher
- August Wilke (1827/28–1896), deutscher Schlossermeister und Fabrikant
- August Lebrecht Wilke (1737–1781), deutscher Philologe und evangelischer Theologe
- Axel Wilke (* 1963), deutscher Politiker (CDU), MdL Rheinland-Pfalz

### B
- Bernt Wilke (* 1943), deutscher Maler und Grafiker
- Birthe Wilke (* 1936), dänische Sängerin

### C
- Carsten Wilke (Forstmann) (* 1960), deutscher Forstmann
- Carsten Wilke (Politiker) (* 1972), deutscher Politiker (CDU)
- Carsten L. Wilke (Carsten Lorenz Wilke; * 1962), deutscher Religionswissenschaftler und Historiker
- Charlotte Gmelin-Wilke (1906–1982), deutsche Malerin
- Christian Gottlob Wilke (1788–1854), deutscher Theologe
- Christian Friedrich Gottlob Wilke (1769–1848), deutscher Organist und Musikpädagoge
- Christoph Wilke (* 2002), deutscher Rollstuhltennisspieler
- Claudia Wilke (* 1971), deutsche Volleyballspielerin

### D
- Dennis Wilke (* 1985), deutscher Handballspieler
- Dieter Wilke (* 1935), deutscher Rechtswissenschaftler

### E
- Elisabeth Wilke (* 1952), deutsche Mezzo-Sopranistin
- Erich Wilke (Maler) (1879–1936), deutscher Maler, Zeichner und Illustrator
- Erich Wilke (Ingenieur) (1887–1945), deutscher Ingenieur
- Erich Wilke (Gera) (1900–1934), Vorsitzender der Roten Hilfe in Gera und KPD-Funktionär
- Erich Wilke (Boxer) (1914–1944), deutscher Boxer
- Erich Wilke (Schauspieler), Schauspieler
- Ernst Wilke (Maler) (1846–1915), deutscher Maler, Lehrer und Unternehmer
- Ernst Wilke (Chemiker) (1882–1934), deutscher Physikochemiker
- Ernst Wilke (Politiker) (1930–2023), deutscher Politiker (FDP)
- Ernst Wilke-Dörfurt (1881–1933), deutscher Chemiker und Physiker

### F
- Franz Wilke, deutscher politischer Funktionär (NSDAP)
- Friedrich Wilke (Musiker) (1769–1848), deutscher Komponist und Organist
- Friedrich Wilke (Unternehmer) (1829–1908), deutscher Hutfabrikant
- Friedrich Wilke (Politiker, 1855) (1855–1939), deutscher Politiker
- Friedrich Wilke (Politiker, 1906) (1906–1984), deutscher Politiker
- Friedrich Wilke (Politiker, 1943) (* 1943), deutscher Politiker
- Friedrich Ludwig Wilke (* 1931), deutscher Bergbaukundler und Hochschullehrer
- Fritz Wilke (1879–1957), deutscher Theologe

### G
- Georg Wilke (1899–1973), deutscher Buchdrucker, Politiker, Oberstadtdirektor und Abgeordneter des Hannoverschen Provinziallandtages
- Georg Wilke (Anthropologe) (1859–1938), deutscher Mediziner und Lehrer
- Gerhard Wilke (* 1948), deutsch-britischer Gruppenanalytiker und Publizist
- Gesine Wilke (* 1963), deutsche Staatsanwältin, Richterin und Verfassungsrichterin
- Gisela Wilke (1882–1958), österreichische Schauspielerin
- Günther Wilke (1925–2016), deutscher Chemiker
- Gustav Wilke (Jurist) (1889–1938), deutscher Jurist und Herausgeber
- Gustav Wilke (General) (1898–1977), deutscher Generalleutnant
- Gustl Wilke (1944–2013), deutscher Handballspieler und -trainer

### H
- Hannah Wilke (1940–1993), deutsche Fotografin
- Hans-Joachim Wilke (1934–2020), deutscher Physiker und Physikdidaktiker
- Hans Joachim Wilke, deutscher Biomechaniker und Hochschullehrer
- Hartmut Wilke (* 1943), deutscher Zoologe
- Heinrich Wilke (Maler) (1869–1952), deutscher Maler
- Heinrich Wilke (Unternehmer), deutscher Unternehmer
- Heinz Wilke (1927–1992), deutscher Architekt
- Henriette Wilke (um 1813–nach 1851), deutsche Hochstaplerin
- Hermann Wilke (Maler) (1876–1950), deutscher Maler und Grafiker
- Hermann Wilke (Politiker) (1885–1954), deutscher Politiker (SPD)

### I
- Insa Wilke (* 1978), deutsche Germanistin, Literaturkritikerin, Moderatorin und Schriftstellerin
- Isolde Wilke (* 1951), deutsche Hockeyspielerin

### J
- Jan Wilke (* 1980), deutscher Komponist, Chorleiter und Organist
- Johann Georg Wilke (auch Wilcke; 1630–1691), deutscher Pädagoge
- Josco Wilke (* 2001), deutscher Rollstuhlrugbyspieler
- Jürgen Wilke (Schauspieler) (1928–2016), deutscher Schauspieler und Regisseur
- Jürgen Wilke (Medienwissenschaftler) (* 1943), deutscher Kommunikations- und Medienwissenschaftler
- Jutta Wilke (* 1963), deutsche Juristin und Kinder- und Jugendbuchautorin

### K
- Karin Wilke (* 1953), deutsche Politikerin (AfD)
- Karl Wilke (Schauspieler) (1808–1862), deutscher Schauspieler
- Karl Wilke (Schriftsteller) (1895–??), deutscher Schriftsteller
- Karl Alexander Wilke (1879–1954), deutsch-österreichischer Maler, Illustrator und Bühnenbildner
- Karl-Eduard Wilke (1901–1990), deutscher Generalmajor der Luftwaffe im Zweiten Weltkrieg
- Kristof Wilke (* 1985), deutscher Ruderer

### L
- Lena Wilke, deutsch-ukrainische Liedermacherin und Musikerin

### M
- Manfred Wilke (1941–2022), deutscher Soziologe und Zeithistoriker
- Marcel Wilke (* 1989), deutscher Fußballspieler
- Marianne Wilke (1929–2023), deutsche Holocaustüberlebende
- Marie Wilke (* 1974), deutsche Regisseurin und Autorin
- Marina Wilke (* 1958), deutsche Ruderin
- Martin Wilke (Grafikdesigner) (1903–1993), deutscher Grafikdesigner und Schriftkünstler
- Martin Wilke (Fußballtrainer) (1926–2021), deutscher Fußballtrainer
- Martin Wilke (Bildhauer) (* 1956), deutscher Bildhauer
- Martin Wilke (Politiker) (* 1957), deutscher Politiker, ehemaliger Oberbürgermeister von Frankfurt (Oder) (2010–2018)
- Martin Wilke (Drehbuchautor), deutscher Drehbuchautor
- Max Wilke (1906–1978), Schweizer Maler, Zeichner und Dessinateur
- Melanie Wilke (* 1980), deutsche Schauspielerin, Voice-over- und Synchronsprecherin, siehe Melanie Isakowitz
- Melanie Wilke (* 1976), Biologin, Forscherin und Hochschullehrerin im Bereich der Kognitiven Neurologie
- Michael Wilke (1929–2017), deutscher Textdichter, Komponist, Musikverleger und Musikproduzent
- Michael Wilke (Fußballspieler) (* 1966), deutscher Fußballspieler

### O
- Otto Wilke (Landtechniker) (1867–1947), deutscher Landtechniker und Erfinder
- Otto Wilke (Politiker) (1937–2018), deutscher Politiker (FDP), MdL Hessen

### P
- Paul Ernst Wilke (1894–1971), deutscher Maler

### R
- Rainer Wilke (* 1948), deutscher Hubschrauberführer und Kunstflugpilot
- René Wilke (* 1984), deutscher Politiker (Linke)
- Richard Wilke (* 1945), deutscher Kommunalpolitiker (CDU)
- Robert Wilke (Ingenieur) (1804–1889), deutscher Ingenieur
- Robert J. Wilke (1914–1989), US-amerikanischer Schauspieler
- Rolf Wilke (1899–1973), deutscher Schriftsteller
- Rudolf Wilke (1873–1908), deutscher Zeichner und Karikaturist

### S
- Sabine Wilke (* 1957), deutsche Germanistin
- Siegfried Wilke (1891–1969), deutscher Politiker
- Sina Wilke (* 1985), deutsche Schauspielerin
- Stefan Wilke (* 1979), deutscher Künstler und Autor
- Stephan Wilke (* 1961), deutscher Schauspieler und Regisseur

### T
- Teun Wilke (* 2002), mexikanisch-niederländischer Fußballspieler
- Thomas Wilke (* 1964), deutscher Biologe und Hochschullehrer
- Thomas Wilke (Drehbuchautor), deutscher Drehbuchautor
- Thomas Wilke (Kulturpädagoge), deutscher Kulturpädagoge und Hochschullehrer
- Timm Wilke (* 1988), deutscher Chemiedidaktiker und Hochschullehrer

### U
- Ulfert Wilke (1907–1987), deutsch-amerikanischer Maler, Kalligraf und Kunstsammler

### W
- Wilhelm Wilke (Admiral) (1878–1963), deutscher Konteradmiral
- Wilhelm Wilke (Ingenieur) (1882–??), deutscher Ingenieur und Hochschullehrer
- Wolfgang Wilke (1943/1944–2008), deutscher Boxtrainer